# Attentato della sinagoga di Gerusalemme del 2014
La mattina del 18 novembre 2014, 2 uomini palestinesi di Gerusalemme entrarono nella sinagoga Kehilat Bnei Torah, nel quartiere Har Nof di Gerusalemme, e attaccarono i fedeli in preghiera con asce, coltelli e una pistola. Uccisero 4 fedeli di doppia nazionalità e ferirono gravemente un agente di polizia druso israeliano che reagì e che in seguito morì per le ferite riportate. Ferirono anche 7 credenti maschi, uno dei quali non si svegliò mai dal coma e morì 11 mesi dopo. I 2 aggressori furono poi uccisi dalla polizia.
Diversi rapporti iniziali affermavano che i comunisti del Fronte Popolare per la Liberazione della Palestina (FPLP) avesse dichiarato la sua responsabilità per l'attacco, altre fonti affermavano che le dichiarazioni dei militanti del FPLP fossero confuse o che il gruppo stesso avesse negato la responsabilità. Le autorità israeliane dichiararono che "sembrava che gli uomini avessero agito da soli".
Fu l'attacco terroristico più mortale a Gerusalemme dal massacro di Mercaz HaRav nel marzo 2008. L'attentato fu uno dei numerosi avvenuti contro gli israeliani nell'estate e nell'autunno del 2014 che portarono svariate fonti a parlare di Intifada silenziosa, in quanto nessuna intifada ufficiale era stata organizzata da un gruppo palestinese (a differenza della prima e della seconda).
Il Consiglio di sicurezza delle Nazioni Unite condannò lo "spregevole attacco terroristico" nella sinagoga di Gerusalemme, mentre nei Territori palestinesi fu ampiamente festeggiato.